# Campeonato Mundial de Patinação Artística no Gelo de 1931
O Campeonato Mundial de Patinação Artística no Gelo de 1931 foi a vigésima nona edição do Campeonato Mundial de Patinação Artística no Gelo, um evento anual de patinação artística no gelo organizado pela União Internacional de Patinação (em inglês:  International Skating Union) onde os patinadores artísticos competem pelo título de campeão mundial. A competição foi disputada entre os dias 28 de fevereiro e 1 de março na cidade de Berlim, Alemanha.

## Eventos
- Individual masculino
- Individual feminino
- Duplas

## Medalhistas
| Evento                        | Ouro                                     | Prata                                    | Bronze                           |
| Individual masculino detalhes | Karl Schäfer · Áustria                   | Roger Turner · Estados Unidos            | Ernst Baier · Alemanha           |
| Individual feminino detalhes  | Sonja Henie · Noruega                    | Hilde Holovsky · Áustria                 | Fritzi Burger · Áustria          |
| Duplas detalhes               | Emília Rotter · László Szollás · Hungria | Olga Orgonista · Sándor Szalay · Hungria | Idi Papez · Karl Zwack · Áustria |

## Resultados

### Individual masculino
| Pos.              | Nome                   | Nacionalidade   | Pontos |
| ----------------- | ---------------------- | --------------- | ------ |
| Medalha de ouro   | Karl Schäfer           | Áustria         | 8      |
| Medalha de prata  | Roger Turner           | Estados Unidos  | 26     |
| Medalha de bronze | Ernst Baier            | Alemanha        | 33     |
| 4                 | Hugo Distler           | Áustria         | 33     |
| 5                 | Leopold Maier-Lembargo | Alemanha        | 41     |
| 6                 | Marcell Vadas          | Hungria         | 46     |
| 7                 | Markus Nikkanen        | Finlândia       | 48     |
| 8                 | Herbert Haertel        | Alemanha        | 55     |
| 9                 | Pierre Brunet          | França          | 59     |
| 10                | Rudolf Praznowsky      | Tchecoslováquia | 60     |
| 11                | George Hill            | Estados Unidos  | 76     |
| 12                | Josef Slíva            | Tchecoslováquia | 73     |
| 13                | Theo Lass              | Alemanha        | 79     |

### Individual feminino
| Pos.              | Nome                   | Nacionalidade  | Pontos |
| ----------------- | ---------------------- | -------------- | ------ |
| Medalha de ouro   | Sonja Henie            | Noruega        | 8      |
| Medalha de prata  | Hilde Holovsky         | Áustria        | 17     |
| Medalha de bronze | Fritzi Burger          | Áustria        | 21     |
| 4                 | Maribel Vinson         | Estados Unidos | 26     |
| 5                 | Vivi-Anne Hultén       | Suécia         | 35     |
| 6                 | Edel Randem            | Noruega        | 47     |
| 7                 | Nanna Egedius          | Noruega        | 48     |
| 8                 | Yvonne de Ligne-Geurts | Bélgica        | 50     |
| 9                 | Randi Gulliksen        | Noruega        | 63     |

### Duplas
| Pos.              | Nome                                 | Nacionalidade   | Pontos |
| ----------------- | ------------------------------------ | --------------- | ------ |
| Medalha de ouro   | Emília Rotter / László Szollás       | Hungria         | 13.5   |
| Medalha de prata  | Olga Orgonista / Sándor Szalay       | Hungria         | 14.5   |
| Medalha de bronze | Idi Papez / Karl Zwack               | Áustria         | 23.5   |
| 4                 | Lilly Gaillard-Scholz / Willy Petter | Áustria         | 27.5   |
| 5                 | Maribel Vinson / George Hill         | Estados Unidos  | 39     |
| 6                 | Else Hoppe / Oscar Hoppe             | Tchecoslováquia | 39     |
| 7                 | Ilse Gaste / Ernst Gaste             | Alemanha        | 45     |
| 8                 | Hansi Kast / Otto Kaiser             | Áustria         | 50     |
| 9                 | Elisabeth Böckel / Otto Hayek        | Alemanha        | 63     |

## Quadro de medalhas
| Ordem | País           | Medalha de ouro | Medalha de prata | Medalha de bronze |   | Ordem por total |
| ----- | -------------- | --------------- | ---------------- | ----------------- | - | --------------- |
| 1     | Áustria        | 1               | 1                | 2                 | 4 | 1               |
| 2     | Hungria        | 1               | 1                |                   | 2 | 2               |
| 3     | Noruega        | 1               |                  |                   | 1 | 3               |
| 4     | Estados Unidos | 1               |                  |                   | 1 | 3               |
| 5     | Alemanha       |                 |                  | 1                 | 1 | 3               |
| TOTAL | TOTAL          | 3               | 3                | 3                 | 9 | —               |